# Metatropische Dysplasie
Die Metatropische Dysplasie (von altgriechisch μετά metá, deutsch ‚nach‘, ‚hinter‘ und altgriechisch τροπή tropé, deutsch ‚Wendung‘, ‚Änderung‘) ist eine sehr seltene angeborene Skelettdysplasie mit dem Hauptmerkmal eines Kleinwuchses mit sich ändernden Körperproportionen im Laufe des Wachstums.
Synonyme sind: Metatrope Dysplasie; Metatroper Kleinwuchs
Abgrenzung und Benennung des Krankheitsbildes erfolgte im Jahre 1966 durch die Pädiater Pierre Maroteaux, Jürgen Spranger und Hans-Rudolf Wiedemann.

## Verbreitung
Die Häufigkeit wird mit unter 1 zu 1.000.000 angegeben, bislang wurde über etwa 80 Betroffene berichtet.

## Ursache
Der Erkrankung liegen Mutationen im TRPV4-Gen auf Chromosom 12 Genort q24.11 zugrunde.

## Klinische Erscheinungen
Klinische Kriterien sind:
- Krankheitsbeginn im ersten Lebensjahr
- Kleinwuchs mit kurzen Extremitäten, schmalem Thorax, und langem Rumpf als Kleinkind
- im Verlaufe der Kindheit zunehmende Kyphoskoliose mit Rumpfverkürzung und relativ langen Extremitäten
- Erwachsenengrösse zwischen 110 und 130 cm
- Aufgetriebene, überstreckbare Gelenke
- Gesichtsauffälligkeiten als Neugeborenes mit späterer Normalisierung

## Diagnose
Im Röntgenbild finden sich als charakteristische Veränderungen:
- Platyspondylie
- kurze Rippen
- Auffällige Beckenform mit Hypoplasie des Os ilium hüftgelenknah, kleinem Hüftkopf mit großem Trochanter
- metaphysäre Auftreibungen

Die Diagnose kann bereits im Mutterleibe durch Feinultraschall vermutet werden.

## Heilungsaussicht
Die Lebenserwartung gilt als normal (abhängig von eventueller Lungenhypoplasie aufgrund des schmalen Thoraxes).